# 아폰수 페드루 지 브라질 황태자
아폰수 페드루 드 알칸타라 크리스티아누 레오폴두 펠리페 에우제니오 미구엘 가브리엘 라파엘 곤사가(포르투갈어: Afonso Pedro de Alcântara Cristiano Leopoldo Felipe Eugênio Miguel Gabriel Rafael Gonzaga, 1845년 2월 23일 ~ 1847년 6월 11일), 줄여서 돔 아폰수 페드루(포르투갈어: Dom Afonso Pedro)는 브라질 제국의 황태자이자 그 황위의 법정추정상속인이다. 리오데자네이로 태생으로 브라간사 왕가의 돔 페드루 2세 황제와 테레사 크리스티나 황후 사이의 장남이다.
아폰수의 탄생은 정략결혼으로 맺어져 사랑이 없었던 황제 부부가 원만해지고 행복해지는 계기가 되었다. 그러나 아폰수는 2살 때 간질병으로 사망했고, 부황과 모후는 비탄에 빠졌다. 이듬해 페드루 황제와 테레사 황후는 둘째아들 페드루 아폰수를 낳았지만 그 역시 어려서 죽었다. 장남 아폰수와 차남 페드루가 모두 요절하자 황제는 황실의 대가 유지되지 못할 것이라는 우려를 하기 시작했다. 황녀 이자베우가 황태녀를 칭했지만 황제는 황위계승자로 여자는 적절하지 못하다는 생각을 가지고 있었던 것 같다.